# Serhij Koczwar
Serhij Wołodymyrowycz Koczwar, ukr. Сергій Володимирович Кочвар, ros. Сергей Владимирович Кочвар, Siergiej Władimirowicz Koczwar (ur. 20 września 1968 w Odessie) – ukraiński piłkarz, grający na pozycji obrońcy.

## Kariera piłkarska

### Kariera klubowa
Wychowanek SDJuSzOR Czornomoreć Odessa. Pierwszy trener S. Semenow. W 1985 rozpoczął karierę piłkarską w drużynie rezerw, a w 1997 debiutował w podstawowym składzie Czornomorca. Potem służył w wojsku w SKA Odessa, w którym pozostał grać nawet po wygaśnięciu terminu służby. Latem 1994 przeszedł do Podilla Chmielnicki, skąd na początku następnego roku przeniósł się do Nywy Tarnopol. Latem 1995 został zaproszony do Szachtara Donieck. W sierpniu 1997 wypożyczony do Krywbasa Krzywy Róg. Latem 1998 został piłkarzem SK Mikołajów. W 1999 bronił barw bułgarskiego klubu Botew Wraca, ale w 2000 powrócił do SK Mikołajów. Latem 2001 podpisał kontrakt z mołdawskim Happy End Camenca, w którym zakończył karierę piłkarską.

## Sukcesy i odznaczenia

### Sukcesy klubowe
- wicemistrz Ukrainy: 1997
- zdobywca Pucharu Ukrainy: 1997